# Incognito z Petersburga
Incognito z Petersburga (tyt. oryg. Инкогнито из Петербурга) – radziecki film fabularny z 1977 roku, w reżyserii Leonida Gajdaja.

## Opis fabuły
Trzecia w dziejach radzieckiej kinematografii adaptacja komedii Rewizor Nikołaja Gogola. 

## Obsada
- Anatolij Papanow jako Anton Skwoznik-Dmuchanowski
- Siergiej Migicko jako Iwan Aleksandrowicz Chlestiakow
- Walerij Nosik jako Chłopow
- Nonna Mordiukowa jako Anna Andriejewna
- Leonid Kurawlow jako Iwan Szpekin
- Anatolij Kuzniecow jako Ammos Liapkin-Tiapkin
- Leonid Charitonow jako Piotr Dobczynski
- Oleg Anofrijew jako Bobczinski
- Stanisław Czekan jako Stiepan Uchowierow
- Michaił Kokszenow jako Dzierżymorda